# Хлебников, Николай Михайлович
Никола́й Миха́йлович Хле́бников (6 [18] декабря 1895, Костромская губерния — 18 января 1981, Москва) — советский военачальник, генерал-полковник артиллерии (1944); Герой Советского Союза (1945), кандидат военных наук, доцент.

## Биография

### Происхождение
По происхождению — сын крестьянина деревни Михалёво Игнатовской волости Нерехтского уезда Михаила Мелетиевича Хлебникова. Деревня Михалево — небольшое селение (на 1897 год 23 двора, 76 чел. жителей) Костромской губернии. Впоследствии, на родине Хлебникова в селе по сей день названа улица его именем.
По воспоминаниям Н. М. Хлебникова в 1905 году, он, вместе с родителями переехал в фабрично-текстильный центр — город Иваново-Вознесенск Шуйского уезда, где отец устроился работать на фабрику Якова Фокина. Весной 1911 года, Николай, сдав экстерном экзамен за 4 класс, поступил в реальное училище, в эти годы репетиторствовал, обучал математике детей состоятельных родителей. После окончания («с отличием») училища, в 1915 году поступил в Московский институт инженеров путей сообщения.

### Первая мировая и Гражданская войны
В 1916 году был направлен в Петроград на ускоренные курсы Константиновского артиллерийского училища, после окончания которых в звании прапорщика на Юго-Западном фронте, где командовал взводом 3-го Кавказского мортирного артиллерийского дивизиона. В июне 1917 года был тяжело ранен и отправлен в госпиталь, и после лечения был отпущен в отпуск на родину.
В августе 1918 года вступил в ряды РККА. Работал в Иваново-Вознесенске начальником связи батареи коммунистического отряда. С декабря 1918 года воевал на Восточном фронте. По рекомендации Дмитрия Фурманова вступил в РКП(б). В рядах РККА Хлебников командовал батареей 220-го Иваново-Вознесенского стрелкового полка, затем — 74-м артиллерийским дивизионом 25-й стрелковой дивизии имени В. И. Чапаева.
С мая 1920 года принимал участие в Советско-польской войне. В декабре того же года Хлебников был назначен начальником артиллерии 25-й стрелковой дивизии. С окончанием войны, в составе своего соединения, в период 1921-23 гг. принимал участие в ликвидации бандформирований на территории Украинской ССР.

### Межвоенный период
С период с 1921 по 1924 гг. служил инспектором для поручений управления начальника артиллерии Московского военного округа; в 1924 году уволился в запас.
В 1931 году вновь поступил на военную службу, и после окончания в 1932 году артиллерийских командно-тактических курсов при военной академии в Ленинграде, получил назначение на должность командира 14-го артиллерийского полка. С 1934 года одновременно служил начальником артиллерии 14-й стрелковой дивизии. С 1936 по 1937 годы — начальником артиллерийского снабжения, начальником отдела боевой подготовки управления начальника артиллерии Московского военного округа.
В 1938 году был арестован, а в 1939 году был освобождён. После освобождения командовал 108-м Коломенским пушечным полком Резерва Главнокомандования, с 1939 по 1940 годы занимал должность начальника артиллерии 160-й стрелковой дивизии, затем был начальником 1-го отдела управления начальника артиллерии Северо-Кавказского военного округа, а с декабря 1940 года — начальником артиллерии 27-й армии.

### Великая Отечественная война
С июня 1941 года находился на фронтах Великой Отечественной войны. Командовал артиллерией 27-й армии, преобразованной 25 декабря 1941 года в 4-ю ударную; Присвоено звание генерал-майора артиллерии 7 октября 1941 года. В 1942 году назначен на должность начальника артиллерии Калининского фронта, в декабре 1944 года — 1-го Прибалтийского фронта, в феврале 1945 года — Земландской группы войск. В период войны ему дважды присвоено очередное воинское звание: генерал-лейтенанта артиллерии — 17 ноября 1942 г., генерал-полковника артиллерии — 28 июня 1944 г.
Указом Президиума Верховного Совета СССР от 19 апреля 1945 года за успешное командование артиллерией фронта во время штурма Кёнигсберга и личное мужество генерал-полковнику артиллерии Н. М. Xлебникову присвоено звание Героя Советского Союза с вручением ордена Ленина и медали «Золотая Звезда» (№ 6184).

### Послевоенный период
С 1945 года Николай Хлебников командовал артиллерией Прибалтийского военного округа. С 1948 года работал начальником кафедры Высшей военной академии имени К. Е. Ворошилова, при этом в 1952 году он окончил академию, кандидат военных наук, доцент.
С 1956 по 1960 годы служил старшим военным советником Народно-освободительной армии Китая.
В 1960 году вышел в отставку. Жил в Москве. Много работал председателем военной секции (1954—1981) и заместителем председателя правления (1960—1981) Всесоюзного общества «Знание», членом редколлегии телевизионного альманаха «Подвиг», членом ЦК ДОСААФ, участвовал в работе Советского комитета ветеранов войны.
Умер 18 января 1981 года в Москве. Погребён с воинскими почестями на Новодевичьем кладбище.

## Воинские звания
- Генерал-майор артиллерии (07.10.1941);
- Генерал-лейтенант артиллерии (17.11.1942);
- Генерал-полковник артиллерии (28.06.1944).

## Награды
- Медаль «Золотая Звезда»;
- три ордена Ленина;
- орден Октябрьской Революции;
- четыре ордена Красного Знамени;
- два ордена Суворова 1-й степени;
- орден Кутузова 1-й степени;
- орден Суворова 2-й степени;
- два ордена Красной Звезды;
- медали.

## Память
- В советской литературе образ Н. М. Хлебникова запечатлён в книге Дмитрия Фурманова «Чапаев», описан под фамилией Хребтов (1923).
- В его честь названы городские топонимы — улицы в городах Иваново, Фурманов и Велиж, на каждой такой улице установлена мемориальная доска;
- В память о нём названо промысловое судно — «Генерал Хлебников», построенное в 1984 году на ГП «Черноморский ССЗ» СССР в Николаеве[10].
- О нём тепло вспоминал маршал Советского Союза Иван Баграмян (см.: Куманёв Г. А. Рядом со Сталиным. М.: «Былина», 1999. С. — 282—283).
- Удостоен звания Почётный гражданин городов Иваново (1971), Великие Луки (1975) и Велижа (1978).

## Сочинения
- Под грохот сотен батарей. — М.: Воениздат, 1974. — 374 с.; 19 см. — (Военные мемуары)[5]. 2-е изд. — М.: Воениздат, 1979.
- Легендарная Чапаевская. — 3-е изд. — М.: Воениздат, 1975 (соавт.: Евлампиев П. С., Володихин Я. А.).